# Villa rustica (Biberist-Spitalhof)
 Der Gutshof von Biberist-Spitalhof ist eine römische villa rustica bei Biberist im Kanton Solothurn in der Schweiz.

## Lage
Der Wirtschaftsteil (pars rustica) der Anlage wurde in den 1980er Jahren von der Kantonsarchäologie freigelegt, da er sich auf dem Trassee der Nationalstrasse 5 befindet. Sie liegt auf einer leicht nach Nordosten abfallenden Geländeterrasse am Südufer der Aare etwa 1,5 Kilometer südwestlich des antiken vicus Salodurum, des heutigen Solothurn.

## Anlage
Die Anlage weist drei Phasen auf, zunächst ein etwa ein Hektar grosses Gehöft des 1. Jahrhunderts n. Chr. Um 80 n. Chr. entstand eine fünf Hektar grosse Anlage vom Typus der Axialvillen. Die Ruinen des im Süden gelegenen, nicht untersuchten Hauptgebäudes (pars urbana) sind schwach durch Stein- und Ziegelkonzentrationen sichtbar. Entlang der Aussenmauer der pars rustica befanden sich nun mehrere kleinere Gebäude, die als Wohnhäuser von Pächterfamilien (siehe Kolonat) anzusprechen sind. Nach der Zerstörung um die Mitte des 3. Jahrhunderts bestand der Gutshof in wesentlich verringertem Umfang im 4. Jahrhundert fort.

## Grabanlage
Auf der Mittelachse des Hofes im zentralen Innenhof befand sich ein 24 mal 28 Meter grosses ummauertes Geviert, das als Grabgarten anzusehen ist. Mittig an der Westwand des Gebäudes befand sich eine Grabgrube, deren Einfüllung deutliche Brandspuren aufwies. In der Grube befand sich ein 60 Zentimeter hoher Kalksteinpfeiler, wohl ein sekundär hier abgelegtes Architekturteil. Ein weiterer Kalksteinquader von 88 mal 64 Zentimeter wies eine 15 Liter fassende Mulde auf, in der sich mehrere kalzinierte Knochenreste befanden. Zusammen mit den Knochenfunden aus der Grabgrube konnte die beträchtliche Menge von 3 Kilogramm Leichenbrand geborgen werden. Die Anlage wird in das 3. Viertel des 2. Jahrhunderts n. Chr. datiert.
Es handelt sich bei dem Grab um ein typisches Bustum. Bestattet wurde ein etwa 50-jähriger, gut ernährter Mann sowie ein Neugeborenes. Eventuell liegt noch eine Nachbestattung einer jungen Frau vor, worauf anthropologische Indizien und wenige Beigaben hindeuten. Die Bestattung war in späterer Zeit gestört, vermutlich um Beigaben aus Schmuck oder Ähnliches zu rauben.
Ausserhalb der Grabanlage wurden östlich und nördlich in mehreren Gruben Hinweise auf Opfergaben entdeckt, darunter verbrannte Nussschalen und Obstreste. In einer Grube von 60 mal 84 Zentimeter bei 35 Zentimeter Tiefe östlich der Anlage fand man einen verbrannten, vollständigen Rinderschädel. Möglicherweise war dieser am Eingang in Anlehnung an ein Bukranion angebracht, wofür gelegentlich Parallelen auf Steindenkmälern existieren.

## Weitere Knochenfunde
Im Vorratsspeicher, am Nordrand des Gutes, befand sich eine Grube mit Schlachtabfällen. Sie war rechteckig, 6,4 m² gross und 90 Zentimeter tief. Die ursprünglich mit Holz verschalte Grube wurde wahrscheinlich bis in die erste Hälfte des 3. Jahrhunderts benutzt. In der Grube fanden sich 108 Tierknochen, von denen 80 sicher und 26 möglicherweise als Rinderknochen zu bestimmen sind. Die restlichen Knochen sind von einem Schwein und einem Schaf/Ziege. Abgesehen von vier Schulterblattfragmenten dürften alle Rinderknochen zu Teilschädeln von mindestens drei ausgewachsenen Tieren gehören. Dabei handelt es sich um unvollständige, rechte Schädelseiten. Zwei Schädel haben gut erhaltene Hornzapfen, so dass festzustellen war, dass sie von männlichen, vielleicht kastrierten Tieren (Ochsen) stammen. Der grössere Hornzapfen weist in der Mitte ein ungefähr 2 Zentimeter grosses, artifizielles Loch und Schnittspuren an der Basis auf. Vielleicht war er an einem Nagel oder Pflock aufgehängt.